# XXX (álbum de ZZ Top)
XXX es el decimotercer álbum de estudio de la banda estadounidense de blues rock y hard rock ZZ Top, publicado en 1999 por RCA Records. Con este disco la banda celebra su 30.º aniversario, de ahí el nombre del álbum (30 en romanos). Además, cuenta con cuatro canciones grabadas en vivo, de las que destaca «Hey Mr. Millionare» ya que participa el guitarrista Jeff Beck.
Obtuvo el puesto 100 en la lista Billboard 200 de los Estados Unidos, mientras que para promocionarlo se publicaron los sencillos «Fearless Boogie» en 1999 y «36-22-36» en el año 2000, los que entraron en la lista Mainstream Rock Tracks en los puestos 13 y 31 respectivamente.

## Lista de canciones
Todas las canciones escritas por Billy Gibbons, Dusty Hill y Frank Beard, excepto donde se aclara.

| N.º | Título                                  | Escritor(es)          | Duración |  |
| 1.  | «Pork Chop Sandwich»                    |                       | 4:50     |  |
| 2.  | «Crucifixx A Flatt»                     |                       | 3:59     |  |
| 3.  | «Fearless Boogie»                       |                       | 4:01     |  |
| 4.  | «36-22-36»                              |                       | 2:36     |  |
| 5.  | «Made Into A Movie»                     |                       | 5:13     |  |
| 6.  | «Beatbox»                               |                       | 2:48     |  |
| 7.  | «Trippin'»                              |                       | 3:55     |  |
| 8.  | «Dreadmonboogaloo»                      |                       | 2:36     |  |
| 9.  | «Live Intro By Ross Mitchell»           |                       | 0:35     |  |
| 10. | «Sinpusher» (en vivo)                   |                       | 5:18     |  |
| 11. | «(Let Me Be Your) Teddy Bear» (en vivo) | Bennie Lowe, Kal Mann | 5:21     |  |
| 12. | «Hey Mr. Millionaire» (en vivo)         |                       | 4:14     |  |
| 13. | «Belt Buckle» (en vivo)                 |                       | 4:05     |  |

## Músicos
- Billy Gibbons: voz y guitarra
- Dusty Hill: bajo, coros y voz principal en «(Let Me Be Your) Teddy Bear»
- Frank Beard: batería

Músico invitado
- Jeff Beck: guitarra en «Hey Mr. Millionare»